# 이노티아 연대기
《이노티아 연대기》는 컴투스에서 개발한 모바일 폰용 롤플레잉 게임 시리즈이다.

## 시리즈
- 이노티아 연대기: 페노아의 전설
- 이노티아 연대기 2: 루오네의 방랑자
- 이노티아 연대기 3: 카니아의 아이들